# Wereldkampioenschappen atletiek 1993
De vierde IAAF Wereldkampioenschappen atletiek vonden plaats van 13 tot 22 augustus 1993 in het Gottlieb Daimler Stadium van Stuttgart (Duitsland).
Nederland haalde tijdens deze kampioenschappen een bronzen medaille met Bert van Vlaanderen op de marathon (2:15.12).
Op deze wereldkampioenschappen liepen de vrouwelijke atleten voor het laatst een 3000 m; vanaf de volgende kampioenschappen werd deze afstand vervangen door de 5000 m, zodat het programma van de vlakke loopnummers voor mannen en vrouwen gelijk werd (100, 200, 400, 800, 1500, 5000 en 10.000 m, de marathon, en de 4×100 m en 4×400 m aflossing).

## Wereldrecords
Er werden tijdens deze kampioenschappen vier wereldrecords verbeterd door:
- De Brit Colin Jackson met 12,91 seconden over 110 meter horden;
- De Amerikaanse 4×400-meter-aflossingsploeg met 2.54,29 minuten.
- De Britse Sally Gunnell met 52,74 seconden over 400 meter horden;
- De Russin Anna Birjoekova met 15,09 meter in het hink-stap-springen.

## Deelnemers

### Nederlandse deelnemers
- Miguel Janssen
  - 100 m - 5e in de series met 10,62 s
  - 200 m - 7e in de series met 21,51 s
- Jacqueline Goormachtigh
  - discuswerpen - 9e in de kwalificatieronde met 58,74 m
- Elly van Hulst
  - 3000 m - 11e in de series met 9.04,86
- Marko Koers
  - 800 m - 5e in de halve finale met 1.45,90
- Robin Korving
  - 110 m horden - 8e in de series met 14,88 s
- Frans Maas
  - verspringen - 21e in de kwalificatieronde met 7,26 m
- Jacqueline Poelman
  - 100 m - 6e in de kwartfinale met 11,50 s
  - 200 m - 6e in de kwartfinale met 23,64 s
- Anne van Schuppen
  - marathon - DNF
- John Vermeulen
  - marathon - DNF
- Bert van Vlaanderen
  - marathon - 3e met 2:15.12

### Belgische deelnemers
- Jean-Paul Bruwier
  - 400 m horden - 5e in de series met 50,05 s
- Sabrina De Leeuw
  - hoogspringen - 12e in de kwalificatieronde met 1,84 m
- Marc Dollendorf
  - 400 m horden - 6e in de halve finale met 49,93 s
- Sandrine Hennart
  - verspringen - 15e in de kwalificatieronde met 5,90 m
- Christophe Impens
  - 1500 m - 7e in de halve finale met 3.42,85
- Godfried Dejonckheere
  - 50 km snelwandelen - DSQ
- Nathan Kahan
  - 800 m - 4e in de halve finale met 1.45,75
- Patrick Stevens
  - 200 m - 7e in de kwartfinale met 20,89 s
- Hubert Grossard
  - 110 m horden - 5e in de halve finale met 13,61 s

### Nederlandse Antillen
- Junior de Lain
  - 4 x 100 m estafette - 5e in de series met 42,20 s
- Ellsworth Manuel
  - 4 x 100 m estafette - 5e in de series met 42,20 s
- Edelberg Martinus
  - 4 x 100 m estafette - 5e in de series met 42,20 s
- Pierre Monte
  - 4 x 100 m estafette - 5e in de series met 42,20 s

## Uitslagen

### 100 m
| Rang | Land | Atleet             | Tijd      |
| ---- | ---- | ------------------ | --------- |
| 1    | GBR  | Linford Christie   | 9,87 (ER) |
| 2    | USA  | Andre Cason        | 9,92      |
| 3    | USA  | Dennis Mitchell    | 9,99      |
| 4    | USA  | Carl Lewis         | 10,02     |
| 5    | CAN  | Bruny Surin        | 10,02     |
| 6    | NAM  | Frankie Fredericks | 10,03     |
| 7    | NGR  | Daniel Effiong     | 10,04     |
| 8    | JAM  | Ray Stewart        | 10,18     |

| Rang | Land | Atleet           | Tijd       |
| ---- | ---- | ---------------- | ---------- |
| 1    | USA  | Gail Devers      | 10,82 (KR) |
| 2    | JAM  | Merlene Ottey    | 10,82 (KR) |
| 3    | USA  | Gwen Torrence    | 10,89      |
| 4    | RUS  | Irina Privalova  | 10,96      |
| 5    | NGR  | Mary Onyali      | 11,05      |
| 6    | RUS  | Natalya Voronova | 11,20      |
| 7    | JAM  | Nicole Mitchell  | 11,20      |
| 8    | CUB  | Liliana Allen    | 11,23      |

### 200 m
| Rang | Land | Atleet                | Tijd       |
| ---- | ---- | --------------------- | ---------- |
| 1    | NAM  | Frankie Fredericks    | 19,85 (AF) |
| 2    | GBR  | John Regis            | 19,94      |
| 3    | USA  | Carl Lewis            | 19,99      |
| 4    | USA  | Mike Marsh            | 20,18      |
| 5    | AUS  | Dean Capobianco       | 20,18      |
| 6    | FRA  | Jean-Charles Trouabal | 20,20      |
| 7    | GHA  | Emmanuel Tuffour      | 20,49      |
| 8    | AUS  | Damien Marsh          | 20,56      |

| Rang | Land | Atleet               | Tijd  |
| ---- | ---- | -------------------- | ----- |
| 1    | JAM  | Merlene Ottey        | 21,98 |
| 2    | USA  | Gwen Torrence        | 22,00 |
| 3    | RUS  | Irina Privalova      | 22,13 |
| 4    | FRA  | Marie-José Pérec     | 22,20 |
| 5    | NGR  | Mary Onyali          | 22,32 |
| 6    | RUS  | Natalya Voronova     | 22,50 |
| 7    | RUS  | Galina Malchugina    | 22,50 |
| 8    | USA  | Dannette Young-Stone | 23,04 |

### 400 m
| Rang | Land | Atleet           | Tijd  |
| ---- | ---- | ---------------- | ----- |
| 1    | USA  | Michael Johnson  | 43,65 |
| 2    | USA  | Butch Reynolds   | 44,13 |
| 3    | KEN  | Samson Kitur     | 44,54 |
| 4    | USA  | Quincy Watts     | 45,05 |
| 5    | NGR  | Sunday Bada      | 45,11 |
| 6    | JAM  | Gregory Haughton | 45,63 |
| 7    | KEN  | Simon Kemboi     | 45,65 |
| 8    | KEN  | Kennedy Ochieng  | 45,68 |

| Rang | Land | Atleet               | Tijd  |
| ---- | ---- | -------------------- | ----- |
| 1    | USA  | Jearl Miles-Clark    | 49,82 |
| 2    | USA  | Natasha Kaiser-Brown | 50,17 |
| 3    | JAM  | Sandie Richards      | 50,44 |
| 4    | RUS  | Tatyana Alekseyeva   | 50,52 |
| 5    | COL  | Ximena Restrepo      | 50,91 |
| 6    | ESP  | Sandra Myers         | 51,22 |
| 7    | JAM  | Juliet Campbell      | 51,40 |
| 8    | COL  | Norfalia Carabalí    | DQ    |

### 800 m
| Rang | Land | Atleet           | Tijd    |
| ---- | ---- | ---------------- | ------- |
| 1    | KEN  | Paul Ruto        | 1.44,71 |
| 2    | ITA  | Giuseppe D'Urso  | 1.44,86 |
| 3    | KEN  | Billy Konchellah | 1.44,89 |
| 4    | GBR  | Curtis Robb      | 1.45,54 |
| 5    | RSA  | Hezekiél Sepeng  | 1.45,64 |
| 6    | CAN  | Freddie Williams | 1.45,79 |
| 7    | KEN  | William Tanui    | 1.45,80 |
| 8    | GBR  | Tom McKean       | 1.46,17 |

| Rang | Land | Atleet                 | Tijd         |
| ---- | ---- | ---------------------- | ------------ |
| 1    | MOZ  | Maria Mutola           | 1.55,43 (AF) |
| 2    | RUS  | Ljoebov Goerina        | 1.57,10      |
| 3    | ROU  | Ella Kovacs            | 1.57,92      |
| 4    | GBR  | Diane Modahl           | 1.59,42      |
| 5    | USA  | Meredith Rainey-Valmon | 1.59,57      |
| 6    | CHN  | Li Liu                 | 2.04,45      |
| 7    | MOZ  | Tina Paulino           | 3.19,89      |
| 8    | RUS  | Lilia Noeroetdinova    | DQ           |

### 1.500 m
| Rang | Land | Atleet             | Tijd    |
| ---- | ---- | ------------------ | ------- |
| 1    | ALG  | Noureddine Morceli | 3.34,24 |
| 2    | ESP  | Fermín Cacho       | 3.35,56 |
| 3    | SOM  | Abdi Bile          | 3.35,96 |
| 4    | QAT  | Mohamed Suleiman   | 3.36,87 |
| 5    | USA  | Jim Spivey         | 3.37,42 |
| 6    | GBR  | Matthew Yates      | 3.37,61 |
| 7    | MAR  | Rachid El Basir    | 3.37,68 |
| 8    | MAR  | Mohamed Taki       | 3.37,76 |

| Rang | Land | Atleet            | Tijd    |
| ---- | ---- | ----------------- | ------- |
| 1    | CHN  | Liu Dong          | 4.00,50 |
| 2    | IRL  | Sonia O'Sullivan  | 4.03,48 |
| 3    | ALG  | Hassiba Boulmerka | 4.04,29 |
| 4    | CHN  | Lü Yi             | 4.06,06 |
| 5    | CAN  | Angela Chalmers   | 4.07,95 |
| 6    | AUT  | Theresia Kiesl    | 4.08,04 |
| 7    | POL  | Anna Brzezinska   | 4.08,11 |
| 8    | ITA  | Fabia Trabaldo    | 4.08,23 |

### 5.000 m/3.000 m
| Rang | Land | Atleet             | Tijd     |
| ---- | ---- | ------------------ | -------- |
| 1    | KEN  | Ismael Kirui       | 13.02,75 |
| 2    | ETH  | Haile Gebrselassie | 13.03,17 |
| 3    | ETH  | Fita Bayisa        | 13.05,40 |
| 4    | ETH  | Worku Bikila       | 13.06,64 |
| 5    | MAR  | Khalid Skah        | 13.07,18 |
| 6    | MAR  | Brahim Jabbour     | 13.18,87 |
| 7    | BUR  | Aloÿs Nizigama     | 13.20,59 |
| 8    | KEN  | Paul Bitok         | 13.23,41 |

| Rang | Land | Atleet             | Tijd         |
| ---- | ---- | ------------------ | ------------ |
| 1    | CHN  | Qu Yunxia          | 8.28,71 (KR) |
| 2    | CHN  | Zhang Linli        | 8.29,25      |
| 3    | CHN  | Zhang Lirong       | 8.31,95      |
| 4    | IRL  | Sonia O'Sullivan   | 8.33,38      |
| 5    | GBR  | Alison Wyeth       | 8.38,42      |
| 6    | RUS  | Jelena Romanova    | 8.39,69      |
| 7    | GBR  | Paula Radcliffe    | 8.40,40      |
| 8    | RUS  | Ljoedmila Borisova | 8.40,78      |

### 10.000 m
| Rang | Land | Atleet             | Tijd     |
| ---- | ---- | ------------------ | -------- |
| 1    | ETH  | Haile Gebrselassie | 27.46,02 |
| 2    | KEN  | Moses Tanui        | 27.46,54 |
| 3    | KEN  | Richard Chelimo    | 28.06,02 |
| 4    | GER  | Stéphane Franke    | 28.10,69 |
| 5    | BDI  | Aloÿs Nizigama     | 28.13,43 |
| 6    | ITA  | Francesco Panetta  | 28.27,05 |
| 7    | USA  | Todd Williams      | 28.30,49 |
| 8    | ARG  | Antonio Silio      | 28.36,88 |

| Rang | Land | Atleet             | Tijd          |
| ---- | ---- | ------------------ | ------------- |
| 1    | CHN  | Wang Junxia        | 30.49,30 (KR) |
| 2    | CHN  | Zhong Huandi       | 31.12,55      |
| 3    | KEN  | Sally Barsosio     | 31.15,38      |
| 4    | KEN  | Tegla Loroupe      | 31.29,91      |
| 5    | USA  | Lynn Jennings      | 31.30,53      |
| 6    | POR  | Conceição Ferreira | 31.30,60      |
| 7    | POR  | Albertina Dias     | 31.33,03      |
| 8    | USA  | Anne Marie Letko   | 31.37,26      |

### Marathon
| Rang | Land | Atleet              | Tijd    |
| ---- | ---- | ------------------- | ------- |
| 1    | USA  | Mark Plaatjes       | 2:13.57 |
| 2    | NAM  | Luketz Swartbooi    | 2:14.11 |
| 3    | NED  | Bert van Vlaanderen | 2:15.12 |
| 4    | KOR  | Jae-Ryong Kim       | 2:17.14 |
| 5    | JPN  | Tadao Uchikoshi     | 2:17.54 |
| 6    | GER  | Konrad Dobler       | 2:18.28 |
| 7    | KEN  | Boniface Merande    | 2:18.52 |
| 8    | RUS  | Aleksey Zhelonkin   | 2:18.52 |

| Rang | Land | Atleet                    | Tijd    |
| ---- | ---- | ------------------------- | ------- |
| 1    | JPN  | Junko Asari               | 2:30.03 |
| 2    | POR  | Manuela Machado           | 2:30.54 |
| 3    | JPN  | Tomoe Abe                 | 2:31.01 |
| 4    | RUS  | Ramilja Boerangoelova     | 2:33.03 |
| 5    | BLR  | Madina Biktagirova        | 2:34.36 |
| 6    | GER  | Katrin Dörre-Heinig       | 2:35.20 |
| 7    | RSA  | Frith Van Der Merwe       | 2:35.56 |
| 8    | USA  | Kimberly Rosenquist-Jones | 2:36.33 |

### 20 km snelwandelen/10 km snelwandelen
| Rang | Land | Atleet                 | Tijd    |
| ---- | ---- | ---------------------- | ------- |
| 1    | ESP  | Valentí Massana        | 1:22.31 |
| 2    | ITA  | Giovanni De Benedictis | 1:23.06 |
| 3    | ESP  | Daniel Plaza           | 1:23.18 |
| 4    | ESP  | Jaime Barroso          | 1:23.41 |
| 5    | BLR  | Yevgeniy Misyulya      | 1:23.45 |
| 6    | BRA  | Sérgio Galdino         | 1:23.52 |
| 7    | GER  | Robert Ihly            | 1:24.21 |
| 8    | SVK  | Igor Kollár            | 1:24.23 |

| Rang | Land | Atleet               | Tijd  |
| ---- | ---- | -------------------- | ----- |
| 1    | FIN  | Sari Essayah         | 42.59 |
| 2    | ITA  | Ileana Salvador      | 43.08 |
| 3    | ESP  | Encarna Granados     | 43.21 |
| 4    | ITA  | Elisabetta Perrone   | 43.26 |
| 5    | GER  | Beate Anders-Gummelt | 43.28 |
| 6    | POL  | Katarzyna Radtke     | 43.33 |
| 7    | RUS  | Jelena Nikolajeva    | 43.47 |
| 8    | RUS  | Yelena Sayko         | 43.56 |

### 50 km snelwandelen
| Rang | Land | Atleet             | Tijd    |
| ---- | ---- | ------------------ | ------- |
| 1    | ESP  | Jesús Ángel García | 3:41.41 |
| 2    | FIN  | Valentin Kononen   | 3:42.02 |
| 3    | RUS  | Valeri Spitsyn     | 3:42.50 |
| 4    | GER  | Axel Noack         | 3:43.50 |
| 5    | ESP  | Basilio Labrador   | 3:46.46 |
| 6    | FRA  | René Piller        | 3:48.57 |
| 7    | CAN  | Tim Berrett        | 3:50.23 |
| 8    | MEX  | Carlos Mercenário  | 3:50.53 |

### 110 m horden/100 m horden
| Rang | Land | Atleet              | Tijd       |
| ---- | ---- | ------------------- | ---------- |
| 1    | GBR  | Colin Jackson       | 12,91 (WR) |
| 2    | GBR  | Tony Jarrett        | 13,00      |
| 3    | USA  | Jack Pierce         | 13,06      |
| 4    | CUB  | Emilio Valle        | 13,20      |
| 5    | GER  | Florian Schwarthoff | 13,27      |
| 6    | LAT  | Igors Kazanovs      | 13,38      |
| 7    | GER  | Dietmar Koszewski   | 13,60      |
| 8    | USA  | Tony Dees           | 14,13      |

| Rang | Land | Atleet              | Tijd       |
| ---- | ---- | ------------------- | ---------- |
| 1    | USA  | Gail Devers         | 12,46 (AM) |
| 2    | RUS  | Marina Azjabina     | 12,60      |
| 3    | USA  | Lynda Tolbert-Goode | 12,67      |
| 4    | CUB  | Aliuska López       | 12,73 (NR) |
| 5    | RUS  | Eva Sokolova        | 12,78      |
| 6    | USA  | Dawn Bowles         | 12,90      |
| 7    | JAM  | Michelle Freeman    | 12,90      |
| 8    | FRA  | Cécile Cinélu       | 12,95      |

### 400 m horden
| Rang | Land | Atleet           | Tijd  |
| ---- | ---- | ---------------- | ----- |
| 1    | USA  | Kevin Young      | 47,18 |
| 2    | ZAM  | Samuel Matete    | 47,60 |
| 3    | JAM  | Winthrop Graham  | 47,62 |
| 4    | FRA  | Stéphane Diagana | 47,64 |
| 5    | KEN  | Erick Keter      | 48,40 |
| 6    | UKR  | Oleh Tverdokhlib | 48,71 |
| 7    | USA  | Derrick Adkins   | 49,07 |
| 8    | KEN  | Barnabas Kinyor  | 49,23 |

| Rang | Land | Atleet                         | Tijd       |
| ---- | ---- | ------------------------------ | ---------- |
| 1    | GBR  | Sally Gunnell                  | 52,74 (WR) |
| 2    | USA  | Sandra Farmer-Patrick          | 52,79 (AM) |
| 3    | RUS  | Margarita Chromova-Ponomarjova | 53,48      |
| 4    | USA  | Kim Batten                     | 53,84      |
| 5    | USA  | Tonja Buford                   | 54,55      |
| 6    | JAM  | Deon Hemmings                  | 54,99      |
| 7    | CAN  | Rosey Edeh                     | 55,19      |
| 8    | KAZ  | Natalya Torshina               | 55,78      |

### 3.000 m steeplechase
| Rang | Land | Atleet                  | Tijd         |
| ---- | ---- | ----------------------- | ------------ |
| 1    | KEN  | Moses Kiptanui          | 8.06,36 (KR) |
| 2    | KEN  | Patrick Sang            | 8.07,53      |
| 3    | ITA  | Alessandro Lambruschini | 8.08,78      |
| 4    | KEN  | Matthew Birir           | 8.09,42      |
| 5    | USA  | Mark Croghan            | 8.09,76      |
| 6    | GER  | Steffen Brand           | 8.15,33      |
| 7    | MAR  | Elarbi Khattabi         | 8.17,96      |
| 8    | ITA  | Angelo Carosi           | 8.23,42      |

### 4 x 100 m estafette
| Rang | Land | Atleten                                                                    | Tijd       |
| ---- | ---- | -------------------------------------------------------------------------- | ---------- |
| 1    | USA  | Jon Drummond Andre Cason Dennis Mitchell Leroy Burrell                     | 37,48      |
| 2    | GBR  | Colin Jackson Tony Jarrett John Regis Linford Christie                     | 37,77 (ER) |
| 3    | CAN  | Robert Esmie Glenroy Gilbert Bruny Surin Atlee Mahon                       | 37,83 (NR) |
| 4    | CUB  | Andres Simón Iván García Joel Isasi Jorge Aguilera                         | 38,39      |
| 5    | AUS  | Paul Henderson Damien Marsh Dean Capobianco Tim Jackson                    | 38,69      |
| 6    | GER  | Marc Blume Robert Kurnicki Michael Huke Steffen Görmer                     | 38,78      |
| 7    | CIV  | Ouattara Lagazane Jean-Olivier Zirignon Frank Waota Ibrahim Meité          | 38,82      |
| 8    | SWE  | Torbjörn Mårtensson Mattias Sunneborn Torbjörn Eriksson Thomas Leandersson | 39,22      |

| Rang | Land | Atleten                                                                                     | Tijd       |
| ---- | ---- | ------------------------------------------------------------------------------------------- | ---------- |
| 1    | RUS  | Olga Bogoslovskaya Galina Malchugina Natalya Voronova Irina Privalova                       | 41,49 (KR) |
| 2    | USA  | Michelle Finn Gwen Torrence Wendy Vereen Gail Devers                                        | 41,49 (KR) |
| 3    | JAM  | Michelle Freeman Juliet Campbell Nikole Mitchell Merlene Ottey                              | 41,94      |
| 4    | FRA  | Patricia Girard Odiah Sidibé Valérie Jean-Charles Marie-José Pérec                          | 42,67      |
| 5    | GER  | Andrea Philipp Bettina Zipp Silke-Beate Knoll Melanie Paschke                               | 42,79      |
| 6    | CUB  | Miriam Ferrer Aliuska López Julia Duporty Liliana Allen                                     | 42,89      |
| 7    | FIN  | Anu Pirttimaa Sisko Markkanen-Hanhijoki Sanna Hernesniemi-Kyllönen Marja Tennivaara-Salmela | 43,37      |
| 8    | GBR  | Marcia Richardson Beverly Kinch Simmone Jacobs Paula Dunn-Thomas                            | 43,86      |

### 4 x 400 m estafette
| Rang | Land | Atleten                                                                       | Tijd         |
| ---- | ---- | ----------------------------------------------------------------------------- | ------------ |
| 1    | USA  | Andrew Valmon Quincy Watts Butch Reynolds Michael Johnson                     | 2.54,29 (WR) |
| 2    | KEN  | Kennedy Ochieng Simon Kemboi Abednego Matilu Samson Kitur                     | 2.59,82      |
| 3    | GER  | Rico Lieder Karsten Just Olaf Hense Thomas Schönlebe                          | 2.59,99      |
| 4    | FRA  | Jean-Louis Rapnouil Pierre-Marie Hilaire Jacques Farraudiére Stéphane Diagana | 3.00,09      |
| 5    | RUS  | Dmitriy Kliger Dmitriy Kosov Mikhail Vdovin Dmitri Golowastow                 | 3.00,44      |
| 6    | CUB  | Iván García Héctor Herrera Norberto Téllez Roberto Hernández                  | 3.00,46      |
| 7    | JAM  | Patrick O'Connor Dennis Blake Danny McFarlane Gregory Haughton                | 3.01,44      |
| 8    | BUL  | Stanislav Georgiev Tsvetoslav Stankulov Kiril Raykov Anton Iwanow             | 3.05,35      |

| Rang | Land | Atleten                                                                          | Tijd         |
| ---- | ---- | -------------------------------------------------------------------------------- | ------------ |
| 1    | USA  | Gwen Torrence Maicel Malone-Wallace Natasha Kaiser-Brown Jearl Miles-Clark       | 3.16,71 (KR) |
| 2    | RUS  | Jelena Roezina Tatjana Aleksejeva Margarita Chromova-Ponomarjova Irina Privalova | 3.18,38      |
| 3    | GBR  | Linda Keough Phylis Smith Tracy Goddard Sally Gunnell                            | 3.23,41      |
| 4    | JAM  | Deon Hemmings Inez Turner Juliet Campbell Sandie Richards                        | 3.23,83      |
| 5    | GER  | Heike Meißner Sandra Seuser Anja Rücker Linda Kisabaka                           | 3.25,49      |
| 6    | FRA  | Elsa Devassoigne Evelyne Élien Francine Landre Marie-Louise Bevis                | 3.27,08      |
| 7    | CZE  | Nadezda Kostovalová Helena Dziurová-Fuchsová Hana Benešová Ludmila Formanová     | 3.27,94      |
| 8    | SUI  | Helen Burkart Regula Zürcher-Scalabrin Marquita Brillante Kathrin Lüthi          | 3.28,52      |

### Hoogspringen
| Rang | Land | Atleet           | Hoogte      |
| ---- | ---- | ---------------- | ----------- |
| 1    | CUB  | Javier Sotomayor | 2,40 m (KR) |
| 2    | POL  | Artur Partyka    | 2,37 m      |
| 3    | GBR  | Steve Smith      | 2,37 m      |
| 4    | GER  | Ralf Sonn        | 2,34 m      |
| 5    | BAH  | Troy Kemp        | 2,34 m      |
| 6    | USA  | Hollis Conway    | 2,34 m      |
| 7    | ESP  | Arturo Ortiz     | 2,31 m      |
| 8    | USA  | Tony Barton      | 2,31 m      |

| Rang | Land | Atleet                  | Hoogte |
| ---- | ---- | ----------------------- | ------ |
| 1    | CUB  | Ioamnet Quintero        | 1,99 m |
| 2    | CUB  | Silvia Costa            | 1,97 m |
| 3    | AUT  | Sigrid Kirchmann        | 1,97 m |
| 4    | ROU  | Alina Astafei           | 1,94 m |
| 4    | RUS  | Yelena Rodina-Gulyayeva | 1,94 m |
| 6    | ITA  | Antonella Bevilacqua    | 1,94 m |
| 7    | USA  | Tanya Hughes            | 1,91 m |
| 8    | LAT  | Valentina Gotovska      | 1,91 m |

### Verspringen
| Rang | Land | Atleet               | Afstand |
| ---- | ---- | -------------------- | ------- |
| 1    | USA  | Mike Powell          | 8,59 m  |
| 2    | RUS  | Stanislav Tarasenko  | 8,16 m  |
| 3    | UKR  | Vitali Kyrylenko     | 8,15 m  |
| 4    | USA  | Erick Walder         | 8,05 m  |
| 5    | BUL  | Ivaylo Mladenov      | 8,00 m  |
| 6    | BUL  | Nikolay Antonov      | 7,97 m  |
| 7    | BLR  | Aleksandr Glavatskiy | 7,95 m  |
| 8    | RSA  | François Fouché      | 7,93 m  |

| Rang | Land | Atleet                         | Afstand |
| ---- | ---- | ------------------------------ | ------- |
| 1    | GER  | Heike Daute-Drechsler          | 7,11 m  |
| 2    | UKR  | Larysa Berezjna                | 6,98 m  |
| 3    | DEN  | Renata Nielsen                 | 6,76 m  |
| 4    | UKR  | Jelena Chlopotnova-Khlopotnova | 6,75 m  |
| 5    | RUS  | Lyudmila Galkina               | 6,74 m  |
| 6    | AUT  | Ljoedmila Ninova-Rudoll        | 6,73 m  |
| 7    | AUS  | Nicole Boegman                 | 6,70 m  |
| 8    | POL  | Agata Karczmarek               | 6,57 m  |

### Polsstokhoogspringen
| Rang | Land | Atleet             | Hoogte      |
| ---- | ---- | ------------------ | ----------- |
| 1    | UKR  | Sergej Boebka      | 6,00 m (KR) |
| 2    | KAZ  | Grigori Jegorov    | 5,90 m (AS) |
| 3    | RUS  | Maksim Tarasov     | 5,80 m      |
| 3    | RUS  | Igor Trandenkov    | 5,80 m      |
| 5    | USA  | Scott Huffman      | 5,80 m      |
| 6    | RUS  | Denis Petushinskiy | 5,80 m      |
| 7    | EST  | Valeri Boekrejev   | 5,75 m      |
| 8    | FRA  | Jean Galfione      | 5,70 m      |

### Hink-stap-springen
| Rang | Land | Atleet           | Afstand |
| ---- | ---- | ---------------- | ------- |
| 1    | USA  | Mike Conley      | 17,86 m |
| 2    | RUS  | Leonid Volosjin  | 17,65 m |
| 3    | GBR  | Jonathan Edwards | 17,44 m |
| 4    | GER  | Ralf Jaros       | 17,34 m |
| 5    | FRA  | Pierre Camara    | 17,28 m |
| 6    | RUS  | Denis Kapustin   | 17,19 m |
| 7    | BRA  | Anisio da Silva  | 17,19 m |
| 8    | BER  | Brian Wellman    | 17,12 m |

| Rang | Land | Atleet              | Afstand      |
| ---- | ---- | ------------------- | ------------ |
| 1    | RUS  | Anna Birjoekova     | 15,09 m (WR) |
| 2    | RUS  | Iolanda Tsjen       | 14,70 m      |
| 3    | BUL  | Iva Prandzheva      | 14,23 m      |
| 4    | CUB  | Niurka Montalvo     | 14,22 m      |
| 5    | GER  | Helga Radtke        | 14,19 m      |
| 6    | ITA  | Antonella Capriotti | 14,18 m (NR) |
| 7    | CZE  | Šárka Kašparkova    | 14,16 m      |
| 8    | POL  | Urszula Włodarczyk  | 13,80 m      |

### Speerwerpen
| Rang | Land | Atleet              | Afstand      |
| ---- | ---- | ------------------- | ------------ |
| 1    | CZE  | Jan Železný         | 85,98 m (KR) |
| 2    | FIN  | Kimmo Kinnunen      | 84,78 m      |
| 3    | GBR  | Mick Hill           | 82,96 m      |
| 4    | GBR  | Steve Backley       | 81,80 m      |
| 5    | FIN  | Ari Pakarinen       | 81,08 m      |
| 6    | SWE  | Dag Wennlund        | 80,52 m      |
| 7    | BLR  | Vladimir Sasimovich | 78,70 m      |
| 8    | SWE  | Patrik Bodén        | 78,00 m      |

| Rang | Land | Atleet                        | Afstand |
| ---- | ---- | ----------------------------- | ------- |
| 1    | NOR  | Trine Solberg-Hattestad       | 69,18 m |
| 2    | GER  | Karen Forkel                  | 65,80 m |
| 3    | BLR  | Natalja Sjykolenko            | 65,64 m |
| 4    | BLR  | Tatyana Shikolenko            | 65,18 m |
| 5    | RUS  | Yekaterina Krasnikova-Ivakina | 65,12 m |
| 6    | GER  | Silke Renk                    | 64,00 m |
| 7    | ROU  | Claudia Isaila                | 61,54 m |
| 8    | ROU  | Felicia Tilea-Moldovan        | 61,24 m |

### Discuswerpen
| Rang | Land | Atleet              | Afstand |
| ---- | ---- | ------------------- | ------- |
| 1    | GER  | Lars Riedel         | 67,72 m |
| 2    | RUS  | Dmitri Sjevtsjenko  | 66,90 m |
| 3    | GER  | Jürgen Schult       | 66,12 m |
| 4    | ROU  | Costel Grasu        | 65,24 m |
| 5    | UKR  | Vladimir Zintsjenko | 62,02 m |
| 6    | IRL  | Nick Sweeney        | 61,66 m |
| 7    | BLR  | Vasiliy Kaptyukh    | 61,64 m |
| 8    | USA  | Mike Buncic         | 61,06 m |

| Rang | Land | Atleet                      | Afstand |
| ---- | ---- | --------------------------- | ------- |
| 1    | RUS  | Olga Buroeva-Tsjernjavskaja | 67,40 m |
| 2    | AUS  | Daniela Costian             | 65,36 m |
| 3    | CHN  | Min Chunfeng                | 65,26 m |
| 4    | CUB  | Maritza Martén              | 64,62 m |
| 5    | GER  | Anja Gündler-Mollenbeck     | 62,92 m |
| 6    | CUB  | Bárbara Hechavarría         | 62,52 m |
| 7    | ROU  | Nicoleta Grasu              | 62,10 m |
| 8    | GER  | Franka Dietzsch             | 62,06 m |

### Kogelstoten
| Rang | Land | Atleet             | Afstand |
| ---- | ---- | ------------------ | ------- |
| 1    | SUI  | Werner Günthör     | 21,97 m |
| 2    | USA  | Randy Barnes       | 21,80 m |
| 3    | UKR  | Aleksandr Bahach   | 20,40 m |
| 4    | RUS  | Yevgeniy Palchikov | 20,05 m |
| 5    | YUG  | Dragan Peric       | 19,95 m |
| 6    | CHI  | Gert Weil          | 19,95 m |
| 7    | GER  | Oliver-Sven Buder  | 19,74 m |
| 8    | GER  | Jonny Reinhardt    | 19,53 m |

| Rang | Land | Atleet                | Afstand |
| ---- | ---- | --------------------- | ------- |
| 1    | CHN  | Huang Zhihong         | 20,57 m |
| 2    | RUS  | Svetlana Kriveljova   | 19,97 m |
| 3    | GER  | Kathrin Neimke        | 19,71 m |
| 4    | CHN  | Sui Xinmei            | 19,61 m |
| 5    | CHN  | Cong Yuzhen           | 19,58 m |
| 6    | GER  | Astrid Kumbernuss     | 19,42 m |
| 7    | UKR  | Valentina Fedhoesjina | 19,27 m |
| 8    | CUB  | Belsy Laza            | 19,27 m |

### Kogelslingeren
| Rang | Land | Atleet              | Afstand      |
| ---- | ---- | ------------------- | ------------ |
| 1    | TJK  | Andrej Abduvalijev  | 81,64 m (AS) |
| 2    | BLR  | Igor Astapkovitsj   | 79,88 m      |
| 3    | HUN  | Tibor Gécsek        | 79,54 m      |
| 4    | BLR  | Sergey Alay         | 79,02 m      |
| 5    | RUS  | Vasiliy Sidorenko   | 78,86 m      |
| 6    | RUS  | Aleksandr Seleznyov | 78,58 m      |
| 7    | RUS  | Sergej Litvinov     | 78,56 m      |
| 8    | FRA  | Christophe Épalle   | 76,22 m      |

### Tienkamp/zevenkamp
| Rang | Land | Atleet            | Punten        |
| ---- | ---- | ----------------- | ------------- |
| 1    | USA  | Dan O'Brien       | 8817 pnt (KR) |
| 2    | BLR  | Eduard Hämäläinen | 8724 pnt      |
| 3    | GER  | Paul Meier        | 8548 pnt      |
| 4    | GER  | Christian Schenk  | 8500 pnt      |
| 5    | FRA  | Alain Blondel     | 8444 pnt      |
| 6    | FRA  | Christian Plaziat | 8398 pnt      |
| 7    | USA  | Steve Fritz       | 8324 pnt      |
| 8    | USA  | Rob Muzzio        | 8237 pnt      |

| Rang | Land | Atleet               | Punten   |
| ---- | ---- | -------------------- | -------- |
| 1    | USA  | Jackie Joyner-Kersee | 6837 pnt |
| 2    | GER  | Sabine Braun         | 6797 pnt |
| 3    | BLR  | Svetlana Buraga      | 6635 pnt |
| 4    | BUL  | Svetla Dimitrova     | 6508 pnt |
| 5    | POL  | Urszula Włodarczyk   | 6394 pnt |
| 6    | USA  | Kym Carter           | 6357 pnt |
| 7    | AUS  | Jane Flemming        | 6343 pnt |
| 8    | GER  | Birgit Clarius       | 6341 pnt |

## Legenda
- WR: Wereldrecord
- KR: Kampioenschapsrecord
- NR: Nationaal record
- ER: Europees record
- AM: Amerikaans record
- AF: Afrikaans Record
- AS: Aziatisch record
- OC: Oceanisch record
- DSQ: Gediskwalificeerd
- DNS: Niet gestart
- DNF: Niet gefinisht

## Medailleklassement
| Plaats | Land                | Goud | Zilver | Brons | Totaal |
| 1      | Verenigde Staten    | 13   | 7      | 5     | 25     |
| 2      | China               | 4    | 2      | 2     | 8      |
| 3      | Rusland             | 3    | 8      | 5     | 16     |
| 4      | Verenigd Koninkrijk | 3    | 3      | 4     | 10     |
|        | Kenia               | 3    | 3      | 4     | 10     |
| 6      | Duitsland           | 2    | 2      | 4     | 8      |
| 7      | Spanje              | 2    | 1      | 2     | 5      |
| 8      | Cuba                | 2    | 1      | 0     | 3      |
| 9      | Finland             | 1    | 2      | 0     | 3      |
| 10     | Jamaica             | 1    | 1      | 3     | 5      |
| 11     | Oekraïne            | 1    | 1      | 2     | 4      |
| 12     | Ethiopië            | 1    | 1      | 1     | 3      |
| 13     | Namibië             | 1    | 1      | 0     | 2      |
| 14     | Algerije            | 1    | 0      | 1     | 2      |
|        | Japan               | 1    | 0      | 1     | 2      |
| 16     | Tsjecho-Slowakije   | 1    | 0      | 0     | 1      |
|        | Mozambique          | 1    | 0      | 0     | 1      |
|        | Noorwegen           | 1    | 0      | 0     | 1      |
|        | Zwitserland         | 1    | 0      | 0     | 1      |
|        | Tadzjikistan        | 1    | 0      | 0     | 1      |
| 21     | Italië              | 0    | 3      | 1     | 4      |
| 22     | Wit-Rusland         | 0    | 2      | 2     | 4      |
| 23     | Australië           | 0    | 1      | 0     | 1      |
|        | Ierland             | 0    | 1      | 0     | 1      |
|        | Kazachstan          | 0    | 1      | 0     | 1      |
|        | Polen               | 0    | 1      | 0     | 1      |
|        | Portugal            | 0    | 1      | 0     | 1      |
|        | Zambia              | 0    | 1      | 0     | 1      |
| 29     | Oostenrijk          | 0    | 0      | 1     | 1      |
|        | Bulgarije           | 0    | 0      | 1     | 1      |
|        | Canada              | 0    | 0      | 1     | 1      |
|        | Denemarken          | 0    | 0      | 1     | 1      |
|        | Hongarije           | 0    | 0      | 1     | 1      |
|        | Nederland           | 0    | 0      | 1     | 1      |
|        | Roemenië            | 0    | 0      | 1     | 1      |
|        | Somalië             | 0    | 0      | 1     | 1      |
| Totaal | Totaal              | 44   | 44     | 45    | 133    |

1983 · 
1987 · 
1991 · 
1993 · 
1995 · 
1997 · 
1999 · 
2001 · 
2003 · 
2005 · 
2007 · 
2009 · 
2011 · 
2013 · 
2015 · 
2017 · 
2019 · 
2022 · 
2023